# Seydouba Soumah
Seydouba Soumah, född 11 juni 1991, är en guineansk fotbollsspelare som spelar för Kuwait SC.

## Klubbkarriär
Den 18 juli 2017 värvades Soumah av Partizan Belgrad, där han skrev på ett treårskontrakt. Den 12 december 2019 förlängde Soumah sitt kontrakt med tre år. Den 24 september 2021 kom Partizan Belgrad och Soumah överens om att bryta kontraktet.
Den 6 oktober 2021 gick Soumah på fri transfer till Kuwait SC.

## Landslagskarriär
Soumah debuterade för Guineas landslag den 5 februari 2013 i en 1–1-match mot Senegal, där han blev inbytt i halvlek.